# Eurydinoteloides
Eurydinoteloides is een geslacht van vliesvleugeligen uit de familie Pteromalidae. De wetenschappelijke naam van dit geslacht is voor het eerst geldig gepubliceerd in 1913 door Girault.

## Soorten
Het geslacht Eurydinoteloides omvat de volgende soorten:
- Eurydinoteloides americanus Girault, 1913
- Eurydinoteloides bacchadis (Burks, 1954)
- Eurydinoteloides laticeps (Cameron, 1913)
- Eurydinoteloides syrphidis (Girault, 1916)